# 磯部町檜山

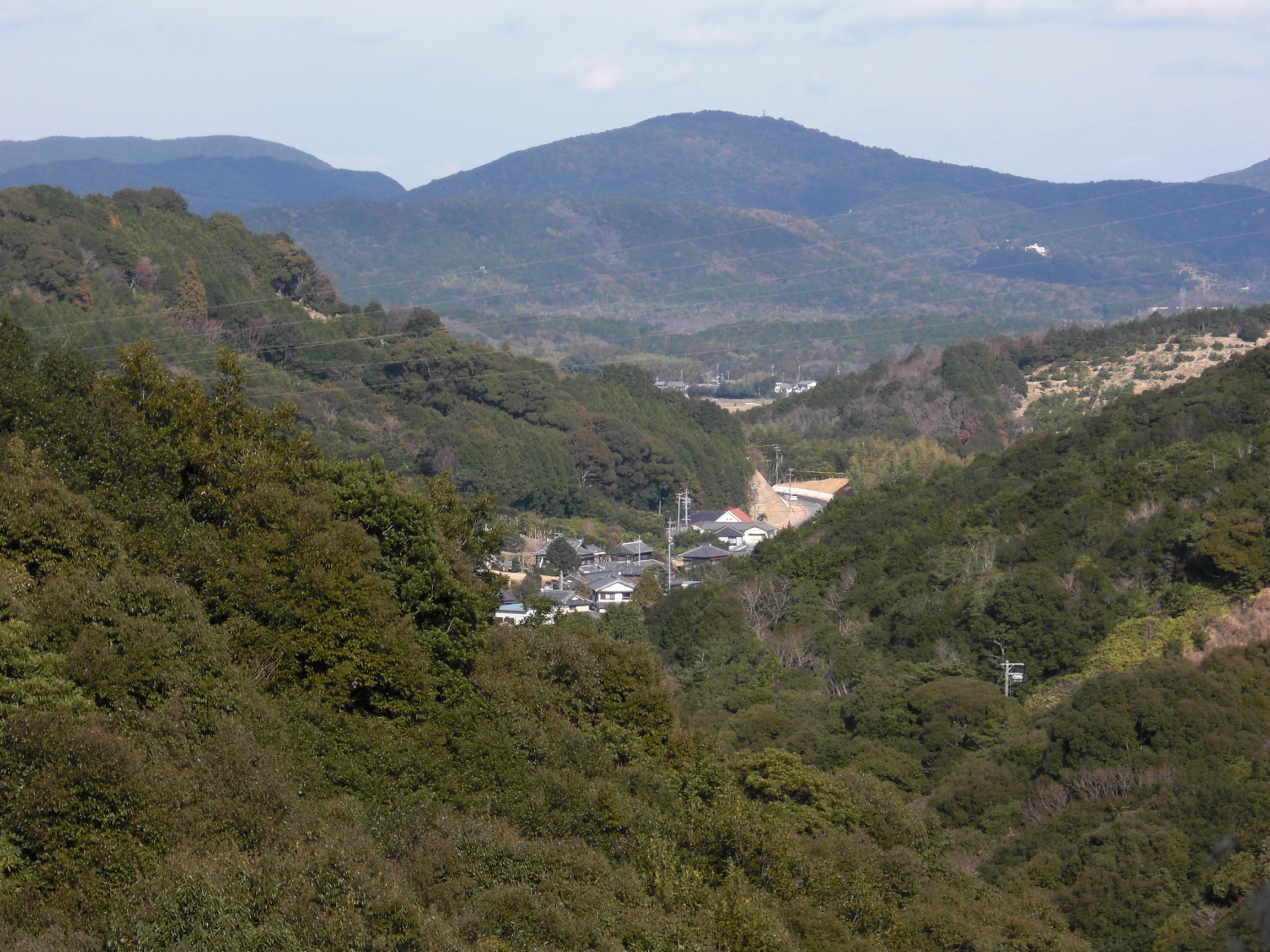
桧山峠から見た檜山の集落

磯部町檜山（いそべちょうひやま）は、三重県志摩市の地名。

## 地理
志摩市の中西部に位置する。四方を山に囲まれ、地区の中央付近に小さな集落を形成する。西側を度会郡南伊勢町に接する。
- 峠：桧山峠
- 川：地蔵川（源流）

北は志摩市磯部町山原、東は志摩市磯部町迫間、南は志摩市浜島町迫子・志摩市浜島町桧山路、西は南伊勢町神津佐（こんさ）と接する。

### 地名の表記
志摩地域合併協議会は、2003年（平成15年）6月20日に町名・字名の取り扱いについて協議し、檜山の表記として「檜」を用いたが、国土地理院の地形図や『磯部町史』では「桧山」の表記を採用している。ただし、同協議では南隣の浜島町桧山路は「檜」ではなく、「桧」を用いている。

## 歴史
中世に迫間村（現在の志摩市磯部町迫間）から4家族が移住し、開拓したのが始まりとされ、当時は迫間村の出郷扱いであった。戦国時代には志摩国答志郡に属し、古書には「ひやま」と表記された。当時の「ひやま」から伊勢神宮や別宮である伊雑宮の正殿造営の際にヒノキが切り出されたという。天文23年甲寅12月（ユリウス暦：1554年12月）の記録によれば、依梨原（現在の志摩市磯部町恵利原）の伊雑宮仮殿造営山口祭の際に300文を拠出、慶長9年5月（グレゴリオ暦：1604年5月）の穂落しの社（佐美長神社）の作事に磯部九郷の村々と共に参加するなど、磯部とのつながりが深かった。
江戸時代には伊勢国度会郡慥柄組（たしからぐみ）に属し、檜山村として紀州藩田丸領にあった。「天保郷帳」によると村高は67石と少なく、宝永7年（1710年）の戸数は7戸であったという。また、檜山北部の新田開発により夏草（現在の志摩市磯部町山原小字夏草）や栗木広新田（現在の志摩市磯部町栗木広）が生まれ、後に栗木広新田は独立した村となった。開拓には、五桂池建設のため水没地の多気郡五桂村（現在の多気郡多気町五桂）上五桂集落から移住した人々が大きく関与している。宗教については、「天白の森」という名の森があり、天白信仰があったことが分かる。江戸時代には伊勢国に属していたものの、檜山を開拓した人々の先祖の故郷にあたる志摩国迫間村で神社を造営する時には祝儀を送るなど、迫間村とは強い結びつきがあった。
明治時代には、町村制施行により度会郡神原村の大字となる。昭和の大合併では神原村が分村合併を選択し、檜山はほかの神原村東部2地区とともに、磯部村に編入され、即日磯部村が的矢村と新設合併し、磯部町となった。平成の大合併では志摩市の1大字になった。

### 平家の落人伝説
檜山には平家の落人が隠れ住んだという伝説があり、その証拠となる「平家の赤旗」2旒と古文書が残されていたが、明治初期の廃仏毀釈の中で焼却処分されたと伝えられる。平家の落人の里であることの傍証として、檜山で平家ゆかりの熊野三山を祀ってきたこと、同じく平家の落人伝説の伝わる磯部町五知と同じ「小屋の谷」、「天白の森」という地名が残ることが指摘されているが、詳細は不明である。

### 沿革
- 1889年（明治22年）4月1日 - 町村制施行により、度会郡神原村大字檜山となる。
- 1955年（昭和30年）2月11日 - 神原村が分村合併し、志摩郡磯部町檜山となる。
- 2004年（平成16年）10月1日 - 平成の大合併により、志摩市磯部町檜山となる。

### 地名の由来
伊勢神宮の御杣山（みそまやま）であり、ヒノキ材を切り出していたことにちなむという。

## 世帯数と人口
2019年（令和元年）7月31日現在の世帯数と人口は以下の通りである。
| 町丁       | 世帯数 | 人口 |
| ---------- | ------ | ---- |
| 磯部町檜山 | 28世帯 | 82人 |

### 人口の変遷
1745年以降の人口の推移。なお、2005年以後は国勢調査による推移。
| 1745年（延享2年）  | 145人 | [ 2 ]     |  |
| 1880年（明治13年） | 167人 | [ 2 ]     |  |
| 1908年（明治41年） | 232人 | [ 1 ]     |  |
| 1980年（昭和55年） | 194人 |           |  |
| 2005年（平成17年） | 98人  | [ WEB 6 ] |  |
| 2010年（平成22年） | 98人  | [ WEB 7 ] |  |
| 2015年（平成27年） | 88人  | [ WEB 8 ] |  |

### 世帯数の変遷
1745年以降の世帯数の推移。なお、2005年以後は国勢調査による推移。
| 1745年（延享2年）  | 29戸   | [ 2 ]     |  |
| 1880年（明治13年） | 30戸   | [ 2 ]     |  |
| 1908年（明治41年） | 34戸   | [ 1 ]     |  |
| 1980年（昭和55年） | 54世帯 |           |  |
| 2005年（平成17年） | 27世帯 | [ WEB 6 ] |  |
| 2010年（平成22年） | 29世帯 | [ WEB 7 ] |  |
| 2015年（平成27年） | 27世帯 | [ WEB 8 ] |  |

## 学区
市立小・中学校に通う場合、学区は以下の通りとなる。
| 番・番地等 | 小学校             | 中学校             |
| ---------- | ------------------ | ------------------ |
| 全域       | 志摩市立磯部小学校 | 志摩市立磯部中学校 |

2016年（平成28年）に廃校となるまで檜山は成基小学校の学区であった。

## ミカン栽培
檜山ではミカンの栽培が行われているが、稲葉英一の調査によると、檜山近隣の南伊勢町で栽培される五ヶ所みかんとは起源が異なるという。檜山のミカン栽培は、1891年（明治24年）に檜山の西井松助が但馬牛を買いに兵庫県を訪れた際、ミカン栽培の話を聞き、帰路にミカン栽培先進地の和歌山県有田郡で栽培法や品種を学び、山林を開拓して翌1892年（明治25年）に植栽したのが始まりである。しかし、その時結実したのはミカンではなくキンカンであり、その後接ぎ木でネーブルオレンジ・イヨカンの栽培を試みるも失敗してしまう。初めて成功するのは、尾張温州を導入した1902年（明治35年）〜1903年（明治36年）頃のことで、以降栽培が広まっていった。

## 交通
鉄道は通っていない。最寄り駅は近鉄志摩線志摩磯部駅。
路線バス
磯部地域予約運行型バスハッスル号（コミュニティバス）桧山集落センターバス停
- やまルート 上五知農家組合前

道路
- 三重県道112号磯部浜島線 - 檜山を南北に貫くメインストリート。2車線化工事が進む。

## 施設
- 桧山集落センター
- 龍泉寺

## その他

### 日本郵便
- 郵便番号 : 517-0215[WEB 3]（集配局：磯部郵便局[WEB 13]）。

### WEB
1. ↑  “三重県志摩市の町丁・字一覧”.   人口統計ラボ. 2019年8月28日閲覧。
2. 1 2  “志摩市の人口について”.   志摩市 (2019年7月31日). 2019年8月28日閲覧。
3. 1 2  “磯部町檜山の郵便番号”.  日本郵便. 2019年8月15日閲覧。
4. ↑  “市外局番の一覧”.   総務省. 2019年6月24日閲覧。
5. 1 2  志摩地域合併協議会(2003)"町名、字名の取扱いについて (PDF) ".協議第15号（継続協議）.（2010年6月19日閲覧。）
6. 1 2  “平成17年国勢調査の調査結果(e-Stat) - 男女別人口及び世帯数 －町丁・字等”.   総務省統計局 (2014年6月27日). 2019年8月16日閲覧。
7. 1 2  “平成22年国勢調査の調査結果(e-Stat) - 男女別人口及び世帯数 －町丁・字等”.   総務省統計局 (2012年1月20日). 2019年8月16日閲覧。
8. 1 2  “平成27年国勢調査の調査結果(e-Stat) - 男女別人口及び世帯数 －町丁・字等”.   総務省統計局 (2017年1月27日). 2019年8月16日閲覧。
9. ↑  “学校通学区”.   志摩市. 2019年8月28日閲覧。
10. ↑  林一茂 (2016年1月19日). “思い出刻み、校歌を木彫り 今春閉校、140年の歴史伝えよう 統合の磯部小に飾る”.   毎日新聞. 2016年4月13日時点のオリジナルよりアーカイブ。2016年4月13日閲覧。
11. ↑  “平成28年度 公立学校数・入学予定者数及び入学式・始業式期日報告” (PDF).   三重県教育委員会. 2016年4月13日時点のオリジナルよりアーカイブ。2016年4月13日閲覧。
12. ↑  “学校通学区”.   志摩市教育委員会事務局 学校教育課. 2016年4月13日時点のオリジナルよりアーカイブ。2016年4月13日閲覧。
13. ↑  “郵便番号簿 2018年度版” (PDF).   日本郵便. 2019年6月10日閲覧。